# Keasipai Song
Keasipai Luata Song, né le 17 mai 1958, est un homme politique vanuatais.

## Biographie
Il grandit et est scolarisé sur l'île de Tanna et travaille ensuite comme secrétaire d'une coopérative locale. Membre du culte du cargo John Frum, c'est avec l'étiquette de l'Union des partis modérés qu'il est élu député de Tanna au Parlement de Vanuatu aux élections législatives de 1987. Comme presque tous les autres députés du parti, il boycotte le Parlement en juillet 1988 pour protester contre ce que l'UPM qualifie de tendances dictatoriales du gouvernement de Walter Lini, et en conséquence son siège est déclaré vacant. Il retrouve son siège de député aux élections de 1991.
Réélu en 1995, il se présente aux élections de 1998 avec l'étiquette du mouvement John Frum, et est réélu ; le culte dispose alors de deux députés, Keasipai Song et Harris Naunun. D'octobre 1998 à novembre 1999, il est le ministre de la Santé dans le gouvernement de coalition de Donald Kalpokas,.
Le mouvement John Frum intègre la Confédération verte pour les élections de 2002, et c'est avec cette étiquette que Keasipai Song conserve son siège de député ; peu après sa réélection, il quitte les Verts et devient membre du parti Association de la communauté nationale. Après les élections de 2004, il est à nouveau nommé ministre de la Santé, dans l'éphémère gouvernement de coalition de Serge Vohor (juillet à décembre). En 2006, lorsque les États-Unis annoncent une aide financière au développement du Vanuatu, le mouvement John Frum, mouvement millénariste fondé sur la croyance que « John Frum » reviendra un jour d'Amérique pour apporter aux Tannais les biens matériels que les soldats américains avaient apportés sur l'île durant la Seconde Guerre mondiale, estime que l'intégralité de cette aide américaine leur revient du fait de leurs prophéties. Keasipai Song doit mobiliser l'aide du ministre des Finances Willie Jimmy pour expliquer aux membres du mouvement que l'aide américaine servira au développement de toutes les communautés du Vanuatu, et non pas seulement à Tanna. 
En 2007, il est nommé ministre de l'Intérieur lorsque le Premier ministre Ham Lini remanie son gouvernement à la suite de défections. Keasipai Song est battu dans sa circonscription aux élections de 2008.